# NGC 1108
NGC 1108 je galaksija u zviježđu Eridan.

## Vanjske poveznice
- SEDS: NGC 1108